# Причтовый (Тбилисский район)
Причтовый — хутор в Тбилисском районе Краснодарского края.
Входит в состав Алексее-Тенгинского сельского поселения.

## География
Расположен на реке Средний Зеленчук.

## Население
| 2002 | 2010 |
| ---- | ---- |
| 145  | ↘130 |

- ул. Южная.